# La Ruina (pódcast)
La Ruina es un pódcast español de comedia que se emite desde 2019. Está conducido por los guionistas y cómicos Ignasi Taltavull y Tomàs Fuentes, quienes invitan a miembros del público a compartir anécdotas personales embarazosas o desafortunadas en un formato de espectáculo frente a una audiencia en directo. Cada programa cuenta con un invitado especial, personas conocidas del ámbito cómico, cultural o mediático, tales como Eva Soriano, Berto Romero, Rigoberta Bandini o José Luis Sastre.
En abril de 2023, se estrenó la versión televisiva en TVE Catalunya, emitido en catalán bajo el título La Ruïna.
A septiembre de 2024, "La Ruina" había superado los 200 episodios. El éxito del pódcast ha propiciado presentaciones en vivo en diversas ciudades de España, permitiendo a los seguidores participar y compartir sus historias en persona.
En noviembre de 2024, "La Ruina" fue galardonado con el Premio Ondas al mejor pódcast, en reconocimiento a su originalidad y popularidad en el ámbito del entretenimiento. Con su enfoque en el humor basado en experiencias personales, "La Ruina" se ha consolidado en la escena del pódcast de comedia en España.

## Equipo del programa
| Miembros del equipo | Función                | Temporadas | Temporadas | Temporadas | Temporadas | Temporadas | Temporadas | Temporadas |
| Miembros del equipo | Función                | 1          | 2          | 3          | 4          | 5          | 6          | 7          |
| ------------------- | ---------------------- | ---------- | ---------- | ---------- | ---------- | ---------- | ---------- | ---------- |
| Ignasi Taltavull    | Director y presentador |            |            |            |            |            |            |            |
| Tomás Fuentes       | Director y presentador |            |            |            |            |            |            |            |
| Adri Romeo          | Presentador suplente   |            |            |            |            |            |            |            |

     Presentadores
     Presentador suplente

## Episodios
| Temporada | Temporada         | Episodios | Episodios | Emisión original         | Emisión original    |
| Temporada | Temporada         | Episodios | Episodios | Primera emisión          | Última emisión      |
| --------- | ----------------- | --------- | --------- | ------------------------ | ------------------- |
|           | Primera temporada | 8         | 8         | 12 de febrero de 2019    | 18 de junio de 2019 |
|           | Segunda temporada | 13        | 13        | 1 de octubre de 2019     | 21 de julio de 2020 |
|           | Tercera temporada | 35        | 35        | 21 de octubre de 2020    | 21 de julio de 2021 |
|           | Cuarta temporada  | 37        | 37        | 19 de septiembre de 2021 | 29 de junio de 2022 |
|           | Quinta temporada  | 48        | 48        | 7 de septiembre de 2022  | 19 de julio de 2023 |
|           | Sexta temporada   | 62        | 62        | 13 de septiembre de 2023 | 31 de julio de 2024 |
|           | Séptima temporada | 63        | 63        | 18 de septiembre de 2024 | 30 de julio de 2025 |

### Primera temporada
| Núm | Lugar                      | Invitado               | Fecha de emisión (YouTube) |
| --- | -------------------------- | ---------------------- | -------------------------- |
| 1   | La Llama Store (Barcelona) | Javi García            | 12 de febrero de 2019      |
| 2   | La Llama Store (Barcelona) | Elisenda Carod         | 7 de marzo de 2019         |
| 3   | La Llama Store (Barcelona) | Álex Martínez Vidal    | 4 de abril de 2019         |
| 4   | La Llama Store (Barcelona) | Charlie Pee            | 15 de abril de 2019        |
| 5   | La Llama Store (Barcelona) | Quim Morales           | 30 de abril de 2019        |
| 6   | La Llama Store (Barcelona) | El niño de la hipoteca | 13 de mayo de 2019         |
| 7   | La Llama Store (Barcelona) | Marc Pastor            | 29 de mayo de 2019         |
| 8   | La Llama Store (Barcelona) | Xavi Daurá             | 18 de junio de 2019        |

### Segunda temporada
| Núm | Lugar                      | Invitado           | Fecha de emisión (YouTube) |
| --- | -------------------------- | ------------------ | -------------------------- |
| 9   | La Llama Store (Barcelona) | Judit Martín       | 1 de octubre de 2019       |
| 10  | La Llama Store (Barcelona) | Álvaro Carmona     | 15 de octubre de 2019      |
| 11  | La Llama Store (Barcelona) | Rafel Barceló      | 29 de octubre de 2019      |
| 12  | La Llama Store (Barcelona) | Facu Díaz          | 5 de noviembre de 2019     |
| 13  | La Llama Store (Barcelona) | Marc Giró          | 19 de noviembre de 2019    |
| 14  | Sala Superlativo (Madrid)  | Iggy Rubín         | 4 de diciembre de 2019     |
| 15  | Sala Alevosía (Madrid)     | Pilar de Francisco | 10 de diciembre de 2019    |
| 16  | La Llama Store (Barcelona) | Llimoo             | 17 de diciembre de 2019    |
| 17  | La Llama Store (Barcelona) | Modgi              | 21 de enero de 2020        |
| 18  | La Llama Store (Barcelona) | Adri Romeo         | 4 de febrero de 2020       |
| 19  | La Llama Store (Barcelona) | Ritxi Naval        | 3 de marzo de 2020         |
| 20  | La Llama Store (Barcelona) | Berto Romero       | 10 de marzo de 2020        |
| 21  | Cruilla 2020               | Marc Giró          | 21 de julio de 2020        |

### Tercera temporada
| Núm | Lugar                    | Invitado             | Fecha de emisión (YouTube) |
| --- | ------------------------ | -------------------- | -------------------------- |
| 22  | La Rubia (Barcelona)     | Kike García          | 21 de octubre de 2020      |
| E1  | La Ruina de Emergencia 1 | Lalo Tenorio         | 4 de noviembre de 2020     |
| E2  | La Ruina de Emergencia 2 | Isma Juárez          | 11 de noviembre de 2020    |
| E3  | La Ruina de Emergencia 3 | Jorge Yorya          | 18 de noviembre de 2020    |
| E4  | La Ruina de Emergencia 4 | (Sin invitado)       | 25 de noviembre de 2020    |
| 23  | Valencia                 | Patricia Espejo      | 2 de diciembre de 2020     |
| 24  | La Rubia (Barcelona)     | Carlo Padial         | 9 de diciembre de 2020     |
| 25  | La Rubia (Barcelona)     | Oye Sherman          | 16 de diciembre de 2020    |
| 26  | ESPECIAL 2020            | Pepe Colubi          | 23 de diciembre de 2020    |
| 27  | La Rubia (Barcelona)     | Esteban Navarro      | 20 de enero de 2021        |
| 28  | La Rubia (Barcelona)     | Marc Sarrats         | 27 de enero de 2021        |
| 29  | La Rubia (Barcelona)     | Ana Polo             | 3 de febrero de 2021       |
| 30  | La Rubia (Barcelona)     | Javi García          | 10 de febrero de 2021      |
| 31  | La Rubia (Barcelona)     | Enzo Vizcaíno        | 17 de febrero de 2021      |
| 32  | Bilbao                   | Charlie Pee          | 24 de febrero de 2021      |
| 33  | La Rubia (Barcelona)     | Yunez Chaib          | 3 de marzo de 2021         |
| 34  | La Rubia (Barcelona)     | Joan Ferrús          | 10 de marzo de 2021        |
| 35  | La Rubia (Barcelona)     | Antonio Lorente      | 17 de marzo de 2021        |
| 36  | La Rubia (Barcelona)     | Joan Grivé           | 24 de marzo de 2021        |
| 37  | Madrid                   | Miguel Maldonado     | 7 de abril de 2021         |
| 38  | La Rubia (Barcelona)     | Álvaro Carmona       | 14 de abril de 2021        |
| 39  | La Rubia (Barcelona)     | Miki Esparbé         | 21 de abril de 2021        |
| 40  | La Rubia (Barcelona)     | Irene Minovas        | 28 de abril de 2021        |
| 41  | La Rubia (Barcelona)     | La Prados            | 5 de mayo de 2021          |
| 42  | Madrid                   | Berto Romero         | 12 de mayo de 2021         |
| 43  | La Rubia (Barcelona)     | Joel Díaz            | 19 de mayo de 2021         |
| 44  | La Rubia (Barcelona)     | Elisenda Pineda      | 26 de mayo de 2021         |
| 45  | La Rubia (Barcelona)     | Javi Ramos           | 2 de junio de 2021         |
| 46  | La Rubia (Barcelona)     | Arnau García Hidalgo | 9 de junio de 2021         |
| 47  | La Rubia (Barcelona)     | Betsy Túrnez         | 16 de junio de 2021        |
| 48  | La Rubia (Barcelona)     | Andrea Farina        | 23 de junio de 2021        |
| 49  | La Rubia (Barcelona)     | Alexis Deiz          | 30 de junio de 2021        |
| 50  | Cruïlla XXS 2021         | Venga Monjas         | 7 de julio de 2021         |
| 51  | Málaga                   | Iggy Rubín           | 14 de julio de 2021        |
| 52  | Madrid                   | Facu Díaz            | 21 de julio de 2021        |

### Cuarta Temporada
| Núm | Lugar             | Invitado                      | Fecha de emisión (YouTube) |
| --- | ----------------- | ----------------------------- | -------------------------- |
| 53  | Valencia          | Carmen Romero                 | 6 de octubre de 2021       |
| 54  | Barcelona         | Óscar Dalmau                  | 13 de octubre de 2021      |
| 55  | Madrid            | Miguel Campos                 | 20 de octubre de 2021      |
| 56  | Barcelona         | Julen Axpe                    | 27 de octubre de 2021      |
| 57  | Alicante          | Yunez Chaib                   | 3 de noviembre de 2021     |
| 58  | Barcelona         | Andrés Fajngold               | 10 de noviembre de 2021    |
| 59  | Palma             | Xavi Daurá                    | 17 de noviembre de 2021    |
| 60  | Bilbao            | Adri Romeo (copresenta)       | 24 de noviembre de 2021    |
| 61  | Barcelona         | Vanessa Lokiu                 | 1 de diciembre de 2021     |
| 62  | Barcelona         | Alex Ayres                    | 8 de diciembre de 2021     |
| 63  | Madrid            | Valeria Ros                   | 15 de diciembre de 2021    |
| 64  | Barcelona         | ESPECIAL 2021                 | 22 de diciembre de 2021    |
| 65  | Madrid            | Inés Hernand                  | 12 de enero de 2022        |
| 66  | Barcelona         | Diana Gómez                   | 19 de enero de 2022        |
| 67  | Sevilla           | Ismael Lemais & La Kiskillosa | 26 de enero de 2022        |
| 68  | Barcelona         | Joan Dausà                    | 2 de febrero de 2022       |
| 69  | Murcia            | Raquel Sastre                 | 9 de febrero de 2022       |
| 70  | Valladolid        | David Martos                  | 16 de febrero de 2022      |
| 71  | Madrid            | Daniel Fez                    | 23 de febrero de 2022      |
| 72  | Barcelona         | Ana López                     | 2 de marzo de 2022         |
| 73  | Elche             | Santi García Cremades         | 9 de marzo de 2022         |
| 74  | Fuenterrabía      | Axel Casas y Ronquete         | 16 de marzo de 2022        |
| 75  | Salamanca         | (No hay invitado)             | 23 de marzo de 2022        |
| 76  | Zaragoza          | Jorge Yorya                   | 30 de marzo de 2022        |
| 77  | Barcelona         | Quique Macías                 | 6 de abril de 2022         |
| 78  | Pamplona          | Enzo Vizcaíno                 | 13 de abril de 2022        |
| 79  | Barcelona         | Carolina Iglesias             | 20 de abril de 2022        |
| 80  | Especial In Risus | Iggy Rubín                    | 27 de abril de 2022        |
| 81  | Madrid            | Ana Morgade                   | 4 de mayo de 2022          |
| 82  | Bilbao            | Adri Romeo                    | 11 de mayo de 2022         |
| 83  | Granada           | Patricia Espejo               | 18 de mayo de 2022         |
| 84  | Madrid            | Adriana Torrebejano           | 25 de mayo de 2022         |
| 85  | La Coruña         | Denny Horror                  | 1 de junio de 2022         |
| 85  | Barcelona         | Maru Filippini                | 8 de junio de 2022         |
| 87  | Barcelona         | Júlia Cot                     | 15 de junio de 2022        |
| 88  | Barcelona         | Àlex Martínez Vidal           | 22 de junio de 2022        |
| 89  | Valencia          | Ignatius Farray               | 29 de junio de 2022        |

### Quinta Temporada
| Núm | Lugar                  | Invitado             | Fecha de emisión (YouTube) |
| --- | ---------------------- | -------------------- | -------------------------- |
| 90  | Tarragona              | Raquel Hervás        | 7 de septiembre de 2022    |
| 91  | Ibiza                  | Darko Peric          | 11 de septiembre de 2022   |
| 92  | La Coruña              | El Hematocrítico     | 14 de septiembre de 2022   |
| 93  | Málaga                 | Patricia Espejo      | 18 de septiembre de 2022   |
| 94  | Madrid                 | Yunez Chaib          | 21 de septiembre de 2022   |
| 95  | Madrid                 | Victoria Marín       | 28 de septiembre de 2022   |
| 96  | Vitoria                | Eñaut Zuazo          | 5 de octubre de 2022       |
| 97  | Salat 2022             | Ricardo Moya         | 12 de octubre de 2022      |
| 98  | La Llama Fest          | Magí García          | 19 de octubre de 2022      |
| 99  | Valencia               | Pere Aznar           | 26 de octubre de 2022      |
| 100 | Barcelona              | Marc Giró            | 2 de noviembre de 2022     |
| 101 | Madrid                 | Nacho Vigalondo      | 9 de noviembre de 2022     |
| 102 | Tárrega                | Guiu Cortés          | 16 de noviembre de 2022    |
| 103 | Bilbao                 | Miguel Maldonado     | 23 de noviembre de 2022    |
| 104 | Madrid                 | Eva Soriano          | 30 de noviembre de 2022    |
| 105 | Palma                  | Isma Juárez          | 7 de diciembre de 2022     |
| 106 | Madrid                 | La Pija y la Quinqui | 14 de diciembre de 2022    |
| 107 | Barcelona              | ESPECIAL 2022        | 21 de diciembre de 2022    |
| 108 | Madrid                 | Rodrigo Cortés       | 11 de enero de 2023        |
| 109 | Valladolid             | Enzo Vizcaíno        | 18 de enero de 2023        |
| 110 | Santiago de Compostela | David Suárez         | 25 de enero de 2023        |
| 111 | Avilés                 | Àlex Martínez Vidal  | 1 de febrero de 2023       |
| 112 | Sevilla                | David Sainz          | 8 de febrero de 2023       |
| 113 | Málaga                 | Xavi Daurá           | 15 de febrero de 2023      |
| 114 | Málaga                 | Xavi Daurá           | 22 de febrero de 2023      |
| 115 | Madrid                 | Lalachus             | 1 de marzo de 2023         |
| 116 | Bilbao                 | Borja Pérez          | 8 de marzo de 2023         |
| 117 | Barcelona              | Javier Jaén          | 15 de marzo de 2023        |
| 118 | Zaragoza               | Adri Romeo           | 22 de marzo de 2023        |
| 119 | León                   | Carmen Romero        | 29 de marzo de 2023        |
| 120 | San Sebastián          | Iggy Rubín           | 5 de abril de 2023         |
| 121 | San Sebastián          | Iggy Rubín           | 9 de abril de 2023         |
| 122 | Burgos                 | Bianca Kovacs        | 12 de abril de 2023        |
| 123 | Barcelona              | Judit Martín         | 19 de abril de 2023        |
| 124 | Palencia               | Lalo Tenorio         | 26 de abril de 2023        |
| 125 | Badalona               | Carles Tamayo        | 3 de mayo de 2023          |
| 126 | Santander              | Dani Rojas           | 10 de mayo de 2023         |
| 127 | Barcelona              | Ladilla Rusa         | 17 de mayo de 2023         |
| 128 | Madrid                 | Laura Márquez        | 24 de mayo de 2023         |
| 129 | Vitoria                | Laia Manzanares      | 28 de mayo de 2023         |
| 130 | Almería                | Aitor Pérez          | 31 de mayo de 2023         |
| 131 | Fuenterrabía           | Suu                  | 7 de junio de 2023         |
| 132 | La Coruña              | Silvia Abril         | 14 de junio de 2023        |
| 133 | Pamplona               | Jorge Yorya          | 21 de junio de 2023        |
| 134 | Granada                | La Prados            | 28 de junio de 2023        |
| 135 | Alicante               | Nadín Din            | 5 de julio de 2023         |
| 136 | Tarragona              | Arnau García         | 12 de julio de 2023        |
| 137 | Madrid                 | Dani Rovira          | 19 de julio de 2023        |

### Sexta Temporada
| Núm | Lugar                  | Invitado                | Fecha de emisión (YouTube) |
| --- | ---------------------- | ----------------------- | -------------------------- |
| 138 | Barcelona              | Jordi Évole             | 13 de septiembre de 2023   |
| 139 | Valencia               | Facu Díaz               | 20 de septiembre de 2023   |
| 140 | Madrid                 | Henar Álvarez           | 27 de septiembre de 2023   |
| 141 | Valencia               | Wilbur                  | 4 de octubre de 2023       |
| 142 | La Laguna              | Aarón Gómez             | 11 de octubre de 2023      |
| 143 | Valencia               | Esperansa Grasia        | 15 de octubre de 2023      |
| 144 | Gran Canaria           | Kike Pérez              | 18 de octubre de 2023      |
| 145 | Madrid                 | Jorge Ponce             | 25 de octubre de 2023      |
| 146 | Barcelona              | Judith Tiral            | 2 de noviembre de 2023     |
| 147 | Vigo                   | Diego Anido             | 8 de noviembre de 2023     |
| 148 | Zaragoza               | Álvaro Carmona          | 15 de noviembre de 2023    |
| 149 | Santiago de Compostela | Rober Bodegas           | 22 de noviembre de 2023    |
| 150 | Madrid                 | Miki Núñez              | 29 de noviembre de 2023    |
| 151 | Valencia               | Ricardo Moya            | 6 de diciembre de 2023     |
| 152 | Valencia               | Carolina Ferre          | 10 de diciembre de 2023    |
| 153 | Bilbao                 | Alberto Casado          | 13 de diciembre de 2023    |
| 154 | Pamplona               | Ahikar Azcona           | 20 de diciembre de 2023    |
| 155 | Madrid                 | ESPECIAL 2023           | 27 de diciembre de 2023    |
| 156 | Murcia                 | Raquel Hervás           | 3 de enero de 2024         |
| 157 | Zaragoza               | Miguel Campos           | 10 de enero de 2024        |
| 158 | Barcelona              | Rigoberta Bandini       | 17 de enero de 2024        |
| 159 | San Sebastián          | Pablo Ibarburu          | 24 de enero de 2024        |
| 160 | Zaragoza               | Raúl Pérez              | 31 de enero de 2024        |
| 161 | Bilbao                 | Las Hinds               | 7 de febrero de 2024       |
| 162 | Barcelona              | Berto Romero            | 14 de febrero de 2024      |
| 163 | Málaga                 | Arturo González-Campos  | 21 de febrero de 2024      |
| 164 | Málaga                 | Darío Orsi              | 25 de febrero de 2024      |
| 165 | Málaga                 | Tomás García            | 28 de febrero de 2024      |
| 166 | Málaga                 | Santi Rodríguez         | 3 de marzo de 2024         |
| 167 | Granada                | Coria Castillo          | 6 de marzo de 2024         |
| 168 | San Sebastián          | Andoni Agirregomezkorta | 10 de marzo de 2024        |
| 169 | Granada                | BOYE                    | 17 de marzo de 2024        |
| 170 | Barcelona              | Andreu Buenafuente      | 20 de marzo de 2024        |
| 171 | Calafell               | Vanessa Valero          | 27 de marzo de 2024        |
| 172 | Valencia               | Helena Pozuelo          | 31 de marzo de 2024        |
| 173 | Sevilla                | Juan y Medio            | 3 de abril de 2024         |
| 174 | Ascó                   | Javi Sancho             | 7 de abril de 2024         |
| 175 | Madrid                 | Joaquín Reyes           | 10 de abril de 2024        |
| 176 | Valencia               | Selena Leo              | 14 de abril de 2024        |
| 177 | Burgos                 | Laura del Val           | 17 de abril de 2024        |
| 178 | Orense                 | Andrés Suárez           | 21 de abril de 2024        |
| 179 | Madrid                 | Ernesto Sevilla         | 24 de abril de 2024        |
| 180 | Cornellá               | Patricia Galván         | 1 de mayo de 2024          |
| 181 | Gijón                  | Paula Malia             | 5 de mayo de 2024          |
| 182 | Barcelona              | Alizzz                  | 8 de mayo de 2024          |
| 183 | Valladolid             | Facu Díaz               | 12 de mayo de 2024         |
| 184 | Madrid                 | Juanra Bonet            | 15 de mayo de 2024         |
| 185 | Sevilla                | Xavi Daurá              | 19 de mayo de 2024         |
| 186 | Murcia                 | Asaari Bibang           | 22 de mayo de 2024         |
| 187 | Valencia               | Arturo Valls            | 29 de mayo de 2024         |
| 188 | Alicante               | Iggy Rubín              | 5 de junio de 2024         |
| 189 | Barcelona              | Albert Baró             | 9 de junio de 2024         |
| 190 | Badajoz                | Dani de la Orden        | 12 de junio de 2024        |
| 191 | La Coruña              | Goyo Jiménez            | 16 de junio de 2024        |
| 192 | Barcelona              | La Pegatina             | 19 de junio de 2024        |
| 193 | Bilbao                 | Lamine Thior            | 26 de junio de 2024        |
| 194 | Bilbao                 | Eva Ugarte              | 3 de julio de 2024         |
| 195 | Barcelona              | Txabi Franquesa         | 10 de julio de 2024        |
| 196 | Bilbao                 | Miguel Maldonado        | 17 de julio de 2024        |
| 197 | La Coruña              | Álex Clavero            | 24 de julio de 2024        |
| 198 | Barcelona              | NIA                     | 28 de julio de 2024        |
| 199 | Cáceres                | Eva Soriano             | 31 de julio de 2024        |

### Séptima Temporada
| Núm | Lugar                      | Invitado                            | Fecha de emisión (YouTube) |
| --- | -------------------------- | ----------------------------------- | -------------------------- |
| 200 | La Llama Store (Barcelona) | Abi                                 | 18 de septiembre de 2024   |
| 201 | Madrid                     | Javier Cansado                      | 22 de septiembre de 2024   |
| 202 | Valencia                   | Pepiu                               | 25 de septiembre de 2024   |
| 203 | Valencia                   | Gonzo                               | 2 de octubre de 2024       |
| 204 | Vigo                       | Mala Rodríguez                      | 6 de octubre de 2024       |
| 205 | Madrid                     | Raúl Cimas                          | 9 de octubre de 2024       |
| 206 | Santiago de Compostela     | Xosé Antonio Touriñán               | 16 de octubre de 2024      |
| 207 | Valencia                   | José Luis Sastre                    | 20 de octubre de 2024      |
| 208 | Madrid                     | Javier Coronas                      | 23 de octubre de 2024      |
| 209 | Cartagena                  | Mariang                             | 30 de octubre de 2024      |
| 210 | Santiago de Compostela     | Enzo Vizcaíno                       | 6 de noviembre de 2024     |
| 211 | Bilbao                     | Esty Quesada                        | 12 de noviembre de 2024    |
| 212 | Murcia                     | Pupi Poisson                        | 17 de noviembre de 2024    |
| 213 | Zaragoza                   | Isma Juárez                         | 20 de noviembre de 2024    |
| 214 | Bilbao                     | Antton Tellería                     | 27 de noviembre de 2024    |
| 215 | Zaragoza                   | Sandra Delaporte                    | 1 de diciembre de 2024     |
| 216 | Santander                  | Nacho Pardo                         | 4 de diciembre de 2024     |
| 217 | Zaragoza                   | Elena Beltrán                       | 8 de diciembre de 2024     |
| 218 | Bilbao                     | Pere Aznar                          | 11 de diciembre de 2024    |
| 219 | Zaragoza                   | Pepi Labrador                       | 15 de diciembre de 2024    |
| 220 | Barcelona                  | Aníbal Gómez                        | 18 de diciembre de 2024    |
| 221 | Barcelona                  | Dani Rovira                         | 22 de diciembre de 2024    |
| 222 | Barcelona                  | Andreu Buenafuente y Berto Romero   | 8 de enero de 2025         |
| 223 | Murcia                     | Sara Escudero                       | 12 de enero de 2025        |
| 224 | Pamplona                   | María Gómez                         | 15 de enero de 2025        |
| 225 | Barcelona                  | Pepe Colubi                         | 19 de enero de 2025        |
| 226 | León                       | Andrés Fajngold                     | 22 de enero de 2025        |
| 227 | Pamplona                   | Nacho García                        | 29 de enero de 2025        |
| 228 | Zamora                     | Ana López                           | 2 de febrero de 2025       |
| 229 | Palma                      | Yunez Chaib                         | 5 de febrero de 2025       |
| 230 | Madrid                     | Facu Díaz y Miguel Maldonado        | 12 de febrero de 2025      |
| 231 | Palma                      | Clara Ingold                        | 19 de febrero de 2025      |
| 232 | Granada                    | David Sainz                         | 23 de febrero de 2025      |
| 233 | Sevilla                    | Juan Gómez-Jurado                   | 26 de febrero de 2025      |
| 234 | Madrid                     | Ana Morgade                         | 5 de marzo de 2025         |
| 235 | Viladecans                 | Núria Marín                         | 9 de marzo de 2025         |
| 236 | Madrid                     | Carolina Iglesias y Victoria Martín | 19 de marzo de 2025        |
| 237 | Gerona                     | Carles Tamayo                       | 19 de marzo de 2025        |
| 238 | San Sebastián              | Álex Ubago                          | 23 de marzo de 2025        |
| 239 | Esparraguera               | David Fernández Ortiz               | 26 de marzo de 2025        |
| 240 | Gijón                      | Nacho Vigalondo                     | 2 de abril de 2025         |
| 241 | Gijón                      | El Gran Wyoming                     | 9 de abril de 2025         |
| 242 | Úbeda                      | Eric Jiménez                        | 16 de abril de 2025        |
| 243 | San Sebastián              | Judith Tiral                        | 23 de abril de 2025        |
| 244 | Albacete                   | Fran Pati                           | 27 de abril de 2025        |
| 245 | Gijón                      | Suu                                 | 30 de abril de 2025        |
| 246 | Gran Canaria               | Darío López                         | 7 de mayo de 2025          |
| 247 | Málaga                     | Soraya Nárez                        | 14 de mayo de 2025         |
| 248 | La Laguna                  | Abián Díaz                          | 18 de mayo de 2025         |
| 249 | Málaga                     | Alberto Díaz Ortiz                  | 21 de mayo de 2025         |
| 250 | Málaga                     | Diego Arroyo                        | 28 de mayo de 2025         |
| 251 | Barcelona                  | Adri Romeo                          | 1 de junio de 2025         |
| 252 | Amsterdam                  | Iggy Rubín                          | 4 de junio de 2025         |
| 253 | Alicante                   | Wilbur                              | 11 de junio de 2025        |
| 254 | La Coruña                  | Luis Piedrahita                     | 15 de junio de 2025        |
| 255 | Alicante                   | Patricia Espejo                     | 18 de junio de 2025        |
| 256 | Zaragoza                   | Juan Carlos Ortega                  | 25 de junio de 2025        |
| 257 | Barcelona                  | Judit Martín                        | 2 de julio de 2025         |
| 258 | Huesca                     | Jordi Cruz                          | 9 de julio de 2025         |
| 259 | Berlín                     | Xavi Daura                          | 16 de julio de 2025        |
| 260 | Orense                     | Miriam Martínez                     | 23 de julio de 2025        |
| 261 | Barcelona                  | Dani Mateo                          | 27 de julio de 2025        |
| 262 | Barcelona                  | Sonia y Selena                      | 30 de julio de 2025        |

## Programa de televisión
Emitido en TVE Catalunya y disponible en RTVE Play.

### Primera temporada
| Núm | Invitado        | Fecha de emisión    |
| --- | --------------- | ------------------- |
| 1   | Albert Om       | 18 de abril de 2023 |
| 2   | Thais Villas    | 25 de abril de 2023 |
| 3   | Santi Millán    | 2 de mayo de 2023   |
| 4   | Empar Moliner   | 9 de mayo de 2023   |
| 5   | Toni Soler      | 16 de mayo de 2023  |
| 6   | Natza Farré     | 23 de mayo de 2023  |
| 7   | David Verdaguer | 30 de mayo de 2023  |
| 8   | Marta Torné     | 6 de junio de 2023  |
| 9   | Miki Esparbé    | 13 de junio de 2023 |
| 10  | Agnès Busquets  | 20 de junio de 2023 |